# Каштановая аллея (Зеленоград)
Кашта́новая алле́я (название с 2006 года, ранее проектируемый проезд 4923) — улица в районе Савёлки Зеленоградского административного округа города Москвы между Озёрной аллеей и Сосновой аллеей. По всей длине улица двухполосная (по одной полосе в каждую сторону).

## Происхождение названия
Название дано исходя из характера озеленения — каштанов, посаженных на аллее ветеранами Великой Отечественной войны.

## Здания и сооружения
По нечётной стороне:
- корпуса 7 микрорайона.

По чётной стороне:
- 2А — Детский санаторий № 70 (бронхолёгочный),
- 2, 4, 6 и 8 — комплекс городской больницы № 3, включая Московский медицинский колледж № 8.

## Транспорт
По чётной стороне улицы проходят внутригородские маршруты № 10, 19, 31 (остановки «Каштановая аллея», «Городская больница»).